# Tudorești, Cahul
Tudorești este un sat din cadrul comunei Bucuria din raionul Cahul, Republica Moldova.
Structură etnică
     moldoveni (97,17%)
     ucraineni (0,94%)
     ruși (0%)
     găgăuzi (0%)
     bulgari (1,89%)
     români (0%)
     evrei (0%)
     polonezi (0%)
     țigani (0%)
     alte etnii / nedeclarată (0%)
Conform datelor recensământului din 2004, populația localității este de 106 locuitori, dintre care 47 (44,34%) bărbați și 59 (55,66%) femei. Structura etnică a populației în cadrul localității arată astfel:
- moldoveni — 103;
- ucraineni — 1;
- bulgari — 2;
- altele / nedeclarată — 0.